# 조문기 (방송인)
조문기(1965년 7월 14일 ~ )는 대한민국의 프리 랜서 아나운서이다.

## 이력

### 주요 경력
- 1994년 SBS 서울방송 기자(1994년 1월).
- 1999년 MBC 문화방송 기자(1999년 4월).
- 2013년 MBC 문화방송 기자 직을 퇴사하고 프리 랜서 선언(2013년 1월).

### 학력
- 인천계양초등학교
- 휘문중학교
- 중앙고등학교
- 연세대학교 행정학과 학사
- 공군방공포병학교 졸업
- 서울대학교 신문대학원 언론학 석사